# Berma

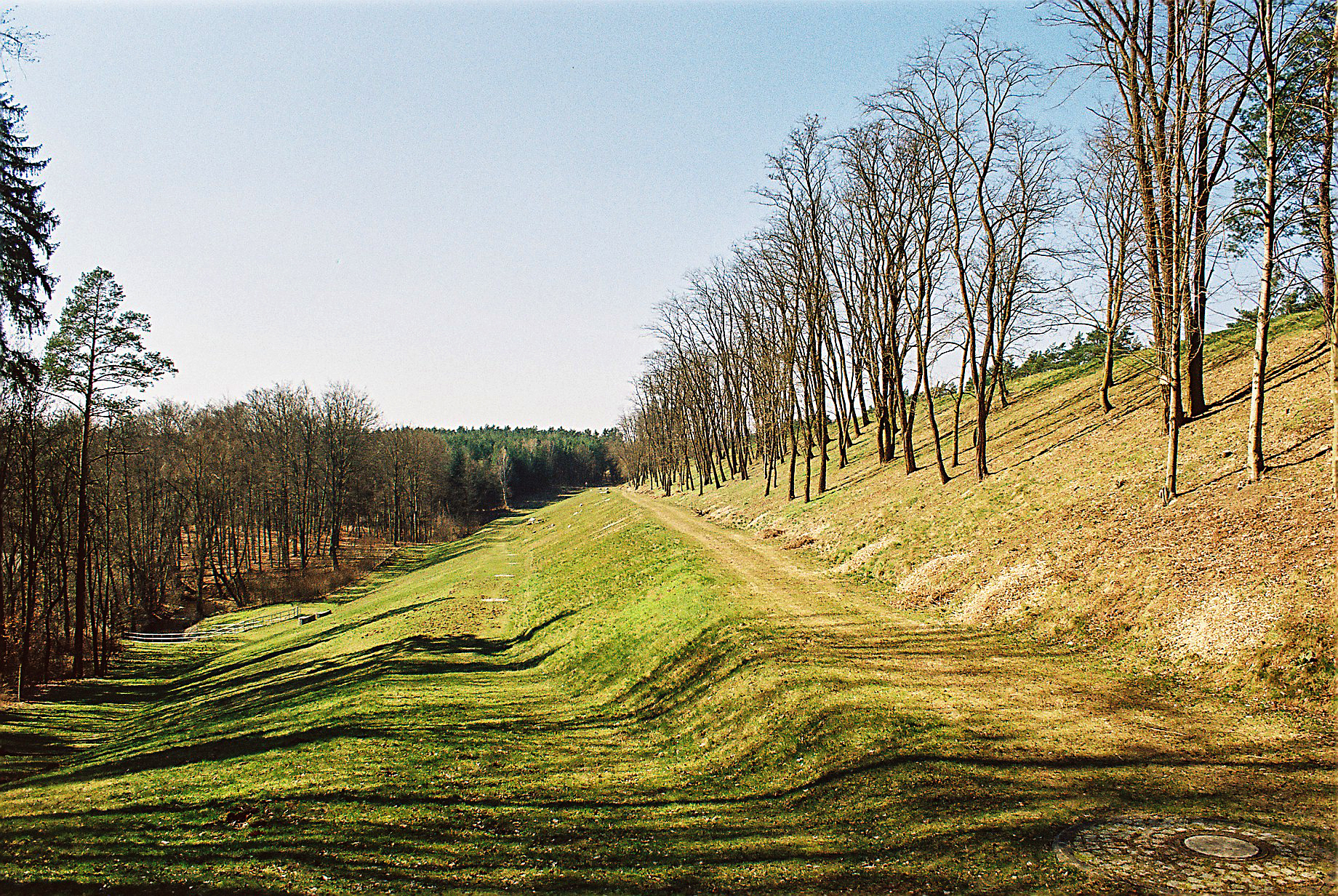
Terraplén de un dique con dos bermas.

Bermas en un dique y entre terraplenes. Bermas (A), Zanja (B), Dique (C), Terraplén (D)

Berma (1) en un canal (4), cubierto con vegetación (2), típico de los Países Bajos, donde los diques (3) contienen las crecidas.

Una berma es un espacio llano, cornisa, o barrera elevada que separa dos zonas. El origen de la palabra es el término berm del neerlandés.
En arqueología una berma es espacio nivelado entre un terraplén y su foso anexo o el estrecho espacio entre un terraplén y su foso y el terraplén externo.

## Historia
En ingeniería militar medieval, una berma fue un espacio llano en la pared empinada que había entre un parapeto, o muralla defensiva, y el foso de una fortificación. Fue pensado para reducir la presión del suelo en las paredes de la parte excavada para impedir su hundimiento. También tuvo como fin que los desechos arrojados desde la fortificación o los escombros desprendidos de la muralla o la propia fortificación durante una contienda no cayesen en el foso y así evitar su relleno. La berma permitía, también, situar los andamios para la posterior restauración de los daños.
En la guerra de trincheras de la Primera Guerra Mundial, el nombre se aplicó a una función similar en el borde de una trinchera, que sirvió, principalmente, como un apoyo para el codo de los tiradores.

## Uso moderno
En la ingeniería militar moderna, berma ha llegado a significar la pared de tierra o césped o el parapeto en sí mismo. El término se refiere especialmente a una pared de tierra baja adyacente a una zanja. La excavación de la zanja (a menudo por una excavadora o vehículos de ingeniería de combate) puede proporcionar la fuente de donde se construye la berma. Las paredes construidas de esta manera son un obstáculo a la vehículos, incluidos la mayoría de los vehículos blindados de combate, pero son fácilmente atravesadas por la infantería. Debido a la facilidad de construcción, estas paredes se pueden hacer de cientos, o miles, de kilómetros de largo.
Las bermas también se utilizan para el control de la erosión y sedimentación mediante la reducción del índice de escorrentía superficial. Las bermas o bien reducen la velocidad del agua, o bien dirigen el agua a zonas que no son susceptibles a la erosión, reduciendo así los efectos adversos del agua corriente sobre la capa superficial del suelo expuesta.
Tras el derrame de petróleo en 2010 por la plataforma Deepwater Horizon en el Golfo de México, la construcción de bermas diseñadas para evitar que el crudo llegase a los frágiles humedales de Luisiana (que puede podría resultar en una erosión masiva) se propuso desde el principio, y fue aprobado oficialmente por el gobierno federal a mediados de junio de 2010, después de numerosos fracasos para frenar y contener la fuga de petróleo con tecnologías más avanzadas.
En España suele usarse como sinónimo de arcén y también designa a la franja de terreno sin pavimentar adyacente. Esta franja suele presentar una pendiente hacia la cuneta de desagüe. Según la normativa de trazado del Ministerio de Fomento, es el lugar donde se sitúa la señalización vertical y el sistema de contención de vehículos (barrera guardarraíl).